# مک کی، شهرستان کالاوارس، کالیفرنیا
مک کی (به انگلیسی: McKay) یک منطقهٔ مسکونی در ایالات متحده آمریکا است که در شهرستان کالاوراس، کالیفرنیا واقع شده‌است. مک کی ۱٬۲۷۴ متر بالاتر از سطح دریا واقع شده‌است.